# BG 1600
BG 1600 (także MB-01) – prototyp wyścigowy, zaprojektowany i skonstruowany przez Macieja Bogusławskiego.

## Historia
Maciej Bogusławski był kierowcą wyścigowym, rajdowym i motocyklowym. Na początku lat 70. postanowił zbudować własny samochód wyścigowy. W 1973 roku mechanik Bogusławskiego, Zbigniew Gotowicz, zakupił wrak Kraba 75. Karoseria i rama tego samochodu posłużyły do budowy nowego pojazdu. Układ hamulcowy i obręcze kół pochodziły z Raka Formuły 3. Samochód był napędzany silnikiem FIAT 1600 o mocy 150 KM, sprzężonym ze skrzynią biegów Dacii. Samochód ten otrzymał nazwę BG 1600 (Bogusławski–Gotowicz). W 1974 roku samochód był testowany i poprawiany. Pierwsze zwycięstwo odniósł w Toruniu w 1975 roku. Ogółem odniósł siedem zwycięstw i był używany do 1981 roku, a Bogusławski zdobył nim tytuł w klasie 6 w 1980 roku.
Następcą modelu był MB-02.